# وادي المنامة
وادي المنامة هو واد في سراة بلقرن في محافظة بلقرن يسيل من شفا آل الزارية وآل سلمة باتجاه الشمال الشرقي حتى يلتقي مع وادي ماسرة، ويشتهر بمياهه الجارية طوال العام والأشجار الكثيفة ومن المنتزهات البكر.